# جينغ جونسون
جينغ جونسون (بالإنجليزية: Jing Johnson)‏ هو لاعب كرة قاعدة أمريكي، ولد في 9 أكتوبر 1894 في Parker Ford, Pennsylvania ‏ في الولايات المتحدة، وتوفي في 6 ديسمبر 1950 في Pottstown, Pennsylvania ‏ في الولايات المتحدة بسبب حادث مرور.

## وصلات خارجية
- جينغ جونسون على موقعبيزبول رفرنس.كوم (الدوري الرئيسي) (الإنجليزية)
- جينغ جونسون على موقعبيزبول رفرنس.كوم (الدوري الثانوي) (الإنجليزية)
- جينغ جونسون على موقع جمعية أبحاث البيسبول الأمريكية (الإنجليزية)